# 錫氏金鱨
錫氏金鱨（學名：Chrysichthys thysi）為輻鰭魚綱鯰形目脂鱨科的其中一種，為熱帶淡水魚，分布於非洲加彭Ogowe-Nyanga河流域，體長可達27公分，棲息在底層水域，生活習性不明。

## 外部連結
- 維基物種上的相關：錫氏金鱨